# 爆走トラック'76
『爆走トラック'76』（原題：White Line Fever）は1975年制作のアメリカ合衆国・カナダ合作のカーアクション映画。ジョナサン・カプラン監督。ジャン＝マイケル・ヴィンセント主演。

## あらすじ
兵役を終えたキャロル・ジョー・ハマーは故郷のアリゾナ州に戻り、婚約者のジェリーと結婚、大型トラックを購入して運転手として働く事になり、昔からの知り合いである運送会社のマネージャー・ドゥエインからの依頼で荷物を運ぶ事になった。
しかし、その荷物が禁制品であると知ったキャロル・ジョーは運搬を拒否した事で、様々な嫌がらせを受け始める。それは次第にエスカレートしていき、ついにキャロル・ジョーは単身巨大な力を相手に闘いを挑む。

## キャスト
| 役名                     | 俳優                           | 日本語吹替 |
| ------------------------ | ------------------------------ | ---------- |
| キャロル・ジョー・ハマー | ジャン＝マイケル・ヴィンセント | 柴田侊彦   |
| ジェリー・ケイン・ハマー | ケイ・レンツ                   | 田島令子   |
| ドゥエイン・ヘラー       | スリム・ピケンズ               | 神田隆     |
| バック                   | L・Q・ジョーンズ               | 小林清志   |
| カトラー                 | ドン・ポーター                 | 寺島幹夫   |
| ポップス                 | サム・ローズ                   |            |
| 検察官                   | R・G・アームストロング         |            |
| ルーシー                 | リー・フレンチ                 | 小宮和枝   |
| バーディ                 | ディック・ミラー               |            |
| クレム                   | マーティン・コーヴ             |            |

## 関連作品
- コンボイ (映画)